# Platycoelia alternans
Platycoelia alternans är en skalbaggsart som beskrevs av Wilhelm Ferdinand Erichson 1847. Platycoelia alternans ingår i släktet Platycoelia och familjen Rutelidae. Inga underarter finns listade i Catalogue of Life.